# Gabriel Amărăzeanu
Gabriel Amărăzeanu (* 6. Mai 1971 in Filiași; † 7. Mai 2006 in Pitești) war ein rumänischer Fußballspieler.

## Sportlicher Werdegang
Amărăzeanu debütierte im Alter von 17 Jahren für FC Argeș Pitești in der Divizia A. Mit dem Klub spielte er gegen den Abstieg in die Zweitklassigkeit, der schließlich in der Saison 1991/92 nicht mehr vermieden werden konnte. Mit 20 Saisontoren war er in der folgenden Spielzeit Toptorschützenkönig des Klubs, nach einem folgenschweren Unfall Anfang 1994 musste er jedoch seine aktive Laufbahn frühzeitig beenden. Anschließend war er als Trainer tätig.